# バート・シェンク
バート・シェンク（Bert Schenk、1970年11月14日 - ）は、ドイツのプロボクサー。東西ドイツ時代のベルリン出身。元WBO世界ミドル級王者。

## 来歴
1993年トルコブルサで行われたヨーロッパアマチュアボクシング選手権でスーパーウェルター級部門銅メダリストとなる。
1996年12月10日、プロデビュー戦を行い4回判定勝ち。
1997年1月11日、ベルリンでドイツBDBミドル級王者マリオ・ルップと対戦し10回判定勝ちでBDBミドル級王座を獲得した。
1999年1月30日、フリーマン・ベアとオーティス・グラントのライトヘビー級タイトル挑戦で王座を返上したことに伴うWBO世界ミドル級王座決定戦で対戦し4回2分23秒TKO勝ちで王座獲得に成功した。
1999年5月22日、ファン・ラモン・メディナとブダペストで対戦し12回3-0（115-112、117-113、115-113）の判定勝ちで初防衛に成功した。
しかし怪我が悪化し防衛戦ができなくなり、WBO世界ミドル級王座を剥奪された。
2000年10月7日、WBO世界ミドル級王者アルマンド・クラインクと対戦し6回2分51秒逆転TKO負けを喫した。
2003年6月21日、初渡米しアメリカ合衆国のロサンゼルス、ステイプルズ・センターでレオナルド・タウンセッドと対戦し6回2分39秒TKO勝ち。
2005年3月5日、後の世界2階級制覇王者となる、当時WBOインターコンチネンタルミドル級王者フェリックス・シュトルムと対戦。2回2分1秒KO負けを喫し、この試合を最後に現役を引退した。

## 獲得タイトル
- ドイツBDBミドル級王座
- WBO世界ミドル級王座（防衛1=剥奪）